# Farallones del Citará
Los farallones del Citará están situados sobre la Cordillera Occidental de Colombia, en territorio tanto antioqueño como chocoano. El conjunto de los Farallones del Citará constituye uno de los núcleos o estrellas hidrográficas de la región y el departamento de Antioquia, Colombia. Nacen allí, entre otros, los ríos Citará y Atrato.
Esta cadena montañosa conforma la Reserva Forestal Protectora Regional Farallones del Citará, que comprende 30.075 ha, de las cuales aproximadamente unas 18.000 ha son bosques vírgenes, y 12.000 comprenden la llamada zona de transición ambiental, una zona de amortiguamiento donde permanecen ecosistemas estratégicos, pero también hay asentamientos humanos, por lo que ésta es una zona con importantes afectaciones a nivel ecosistémico, cultural y social.
Las alturas de los Farallones son variables y como máximo alcanzan los 4020 metros sobre el nivel del mar en el Cerro San Nicolás.
Los Farallones del Citará están ubicados a 17 kilómetros de Ciudad Bolívar y abarcan también parte del territorio de los municipios de Andes y Betania.